# Placebo
Il placebo è una sostanza priva di principi attivi specifici, ma che viene somministrata come se avesse veramente proprietà curative o farmacologiche. Lo stato di salute del paziente che ha accesso a tale trattamento può migliorare, a condizione che il paziente riponga fiducia in tale sostanza o terapia. Questo miglioramento indotto dalle aspettative positive del paziente è detto effetto placebo. Per estensione, con il termine "placebo" si intende anche il trattamento medico che ne prevede l'uso.
Nel caso di una terapia con principi attivi specifici, l'effetto imputabile alle aspettative del paziente può sovrapporsi e aggiungersi all'effetto diretto della terapia: per distinguere tra l'effetto placebo e l'effetto diretto della terapia bisogna ricorrere a studi clinici controllati. In particolare, nella sperimentazione clinica, un nuovo farmaco si giudica efficace solo se dà risultati significativamente diversi da un placebo. La sperimentazione circa l'effetto placebo avviene in doppio cieco, cioè dove né chi compie il test - medico - né il paziente sono al corrente di quale sia il farmaco e quale il placebo.

## Etimologia
Il termine placebo deriva dal futuro del verbo latino placeo, letteralmente "io piacerò".

## Funzionamento

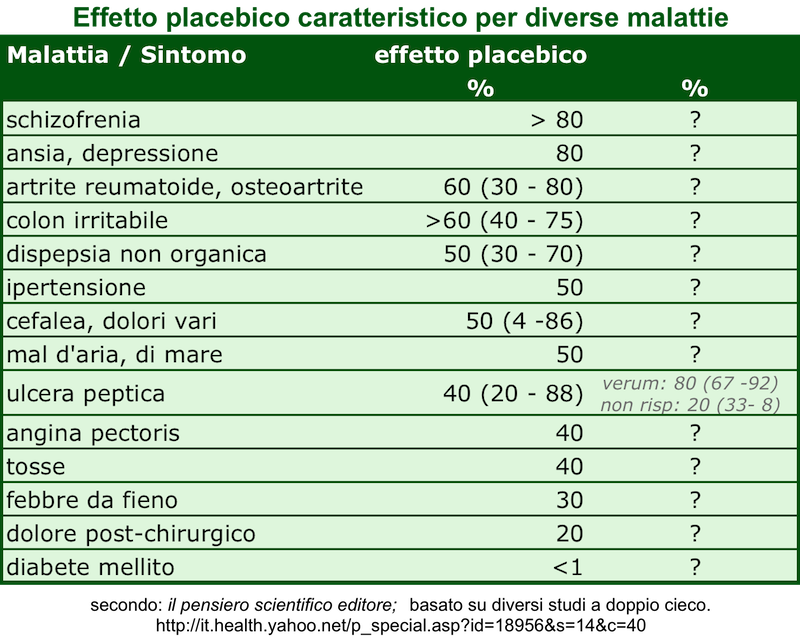
Effetto placebico caratteristico per diverse malattie

L'effetto placebo e i suoi principi di funzionamento sono prevalentemente stati compresi e interpretati in termini psicologici: il meccanismo alla base è psicosomatico nel senso che il sistema nervoso, in risposta al significato pieno di attese dato alla terapia placebica prescrittagli, induce modificazioni neurovegetative e produce una serie numerosa di endorfine, ormoni, mediatori, capaci di modificare la sua percezione del dolore, i suoi equilibri ormonali, la sua risposta cardiovascolare e la sua reazione immunitaria.
In una certa misura possono confondersi con l'effetto placebo anche la guarigione spontanea di un sintomo o di una malattia, così come pure il fenomeno della regressione verso la media. In altre parole il paziente si rivolge al medico "quando proprio non ne può più" e poi i suoi disturbi rientrerebbero comunque nella media. Questo ritorno ai livelli normali del disturbo può essere scambiato per effetto placebo.

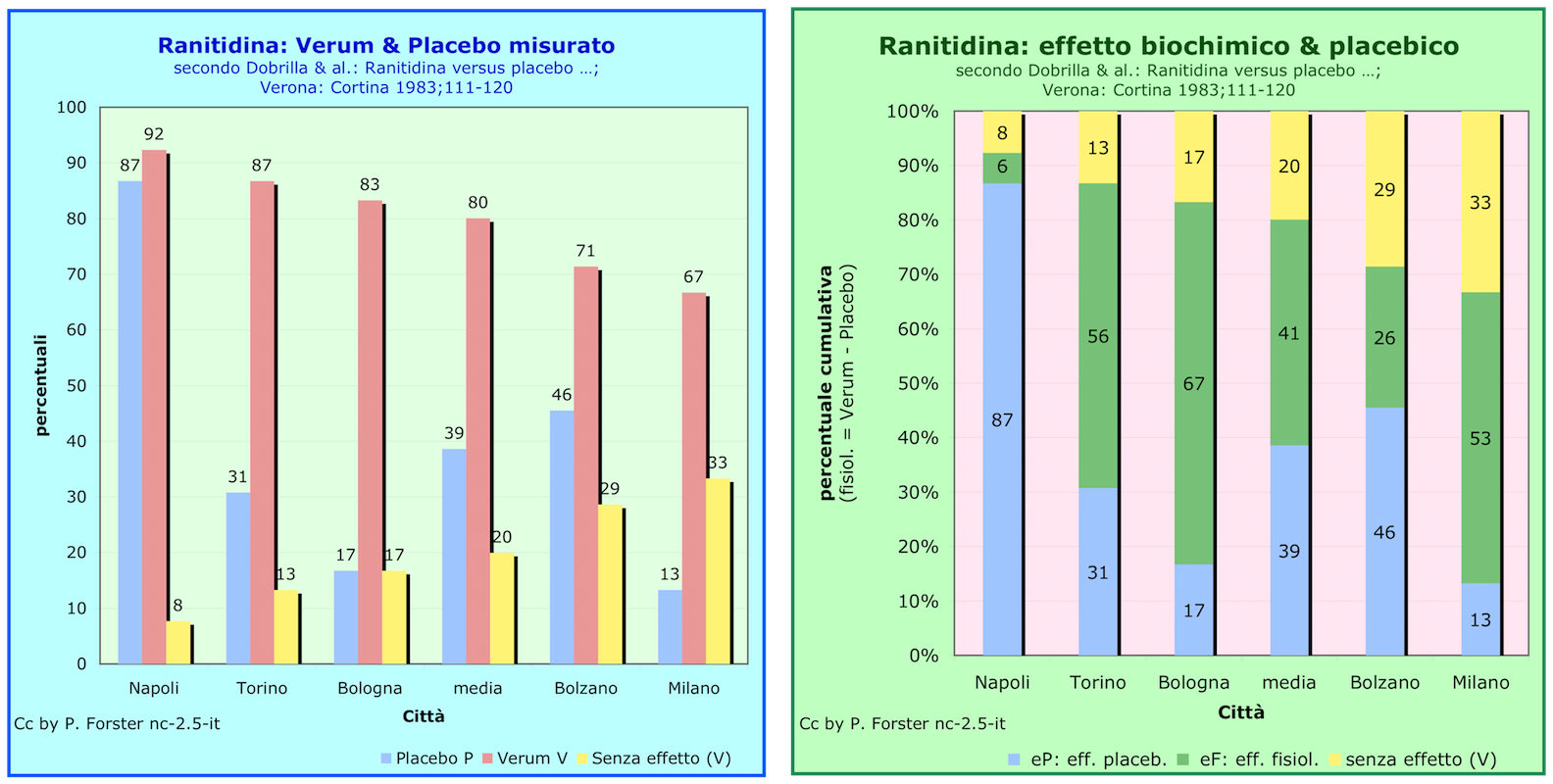
Effetto verum, placebico e fisiologico per diverse città italiane

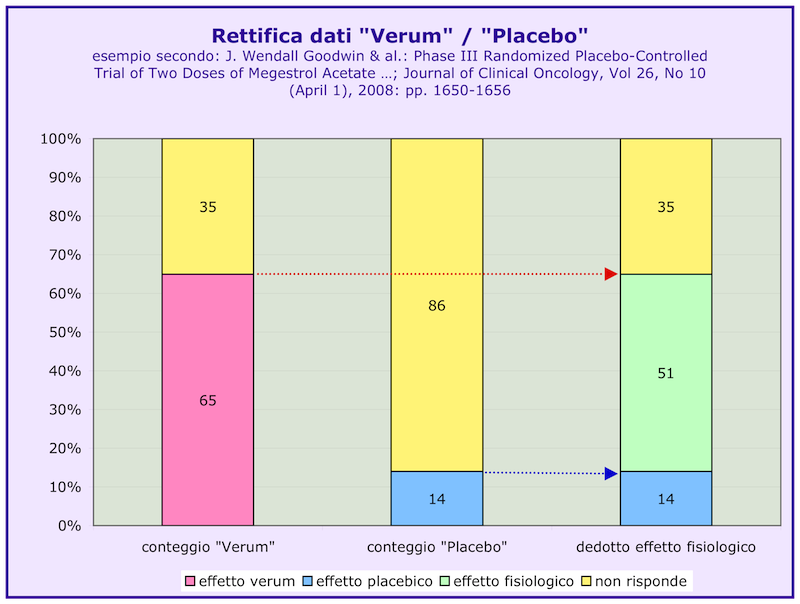
Valutazione dell'effetto fisiologico da verum e placebo

Alcuni sostengono che sia difficile analizzare il fenomeno del placebo e dell'effetto, poiché in base ai propri modelli culturali si privilegiano ora le caratteristiche del placebo, ora le dinamiche del rapporto medico-paziente, ora l'ipotesi di una determinante personologica; da qui anche la distinzione tra chi risponde al placebo (placebo responders) e chi non è ricettivo all'effetto placebo (non responders). Alcuni autori affermano che ci siano alcuni fondamentali elementi costitutivi dell'effetto placebo: il farmaco placebo o mezzo, l'operatore o terapeuta, la capacità del paziente di rispondere o di essere refrattario al placebo, l'ambiente nel quale si effettua il trattamento.
Negli studi clinici controllati (in cui un farmaco "nuovo" lo si confronta spesso con il placebo per definirne l'efficacia specifica) il dilemma etico è invece se sia corretto usare come confronto il placebo quando esistono già in commercio farmaci di efficacia documentata i quali potrebbero venire essi usati per il confronto con il farmaco nuovo.
Ci sono al riguardo posizioni più radicali negative e altre più conciliative, secondo le quali l'uso del placebo è ammissibile anche in questo caso, ma condicio sine qua non è che: 1) i soggetti avviati a trattamento con placebo abbiano dato ad hoc un consenso libero e adeguatamente informato e 2) che la non erogazione di un trattamento efficace già disponibile non comporti comunque pericoli o conseguenze gravi.
La determinazione e l'accertamento dei meccanismi d'azione del placebo è complicata dal numero di variabili che intervengono nel determinare l'effetto e ogni studioso tende a privilegiare ora una strada ora un'altra (ad esempio i ricercatori di indirizzo biologico cercano spiegazioni dell'effetto placebo in meccanismi molecolari e neurochimici, così come quelli di indirizzo psicologico cercano spiegazioni di natura psicosomatica, e fanno riferimento allo studio dell'effetto aspettativa, e al suo ruolo nel determinare i particolari effetti dei placebo).
È tuttavia plausibile sostenere che nell'effetto placebo entrino in gioco molteplici fattori, tra questi:
- fattori biochimici (ad es. le endorfine che medierebbero l'effetto antalgico placebo)
- suggestione e l'autosuggestione

In definitiva, il placebo, sebbene mal definibile in termini di causazione, può essere inteso come un insieme di fattori extrafarmacologici capaci di indurre modificazioni dei processi, anche biologici, di guarigione intervenendo a livello del sistema psichico: non per nulla molti autori considerano quasi sinonimi i termini placebo e suggestione.

## Effetti
Per delle patologie con una rilevante componente psicosomatica (p. es. emicrania o insonnia) l'analisi di prove "in cieco" dimostrano un effetto placebo fino all'80% con un valore medio tra il 35 e il 40%, variabilità che in misura rilevante dipende (ma non solo) dalla patologia. Anche negli studi in doppio cieco si può dimostrare che, raddoppiando la dose di placebo (che pure è privo di attività specifica), si ottiene un effetto terapeutico superiore a quello indotto da una dose minore.
L'effetto placebo è riscontrabile anche in patologie organiche come l'artrite reumatoide, l'osteoartrite o l'ulcera peptica e persino in pazienti sottoposti a intervento chirurgico. In alcuni interventi di cardiochirurgia, o in artroscopia, o anche attuati in soggetti sofferenti di dolore addominale persistente, sottoposti a precedenti interventi sull'addome per rimuovere le aderenze, la terapia chirurgica fasulla (sham operation) ha prodotto gli stessi benefici di quella vera. Moerman sottolinea come non si tratti solo di un effetto di suggestione ma di una risposta biochimica, ormonale e immunitaria del corpo, in risposta al significato attribuito dal soggetto all'atto terapeutico. Alcuni meccanismi biochimici ipotizzati in particolare nella placebo-analgesia sono illustrati nel libro di Giorgio Dobrilla (Placebo e dintorni) e in quello di Fabrizio Benedetti (La realtà incantata).
È dimostrato che qualunque terapia medica, comprese quelle complementari alternative, se attuata in un clima di fiducia reciproca tra paziente e terapeuta, anche grazie all'effetto placebo, può apportare benefici al paziente stesso.
Alcuni studi hanno provato a dimostrare che i placebo possono anche avere effetti positivi sulla esperienza soggettiva di un paziente che è consapevole di ricevere un trattamento senza principi attivi, rispetto a un gruppo di pazienti controllato che consapevolmente non ha ottenuto un placebo.
L'effetto placebo non è circoscritto solo ad alcune patologie ma si può manifestare nel corso di terapie sia di malattie mentali sia di psicosomatiche e somatiche, potendo coinvolgere quindi ogni sistema o organo del paziente.

## Effetto nocebo
Simmetricamente, un atto terapeutico che provochi un effetto negativo su un sintomo o una malattia indipendentemente dalla sua specifica efficacia viene chiamato nocebo (il futuro del verbo latino noceo, letteralmente "nuocerò"). Può essere spesso ricondotto a un atteggiamento ansiogeno da parte del medico o, più in generale, a un rapporto medico-paziente impostato in modo non corretto. 
D'altra parte è necessario considerare la componente "nocebo" in una terapia farmacologicamente attiva e validamente sperimentata, qualora ci si trovi in presenza di effetto psicosomatico negativo dovuto a scarsa fiducia nel farmaco o nel medico curante.